# FIM-92 Stinger
FIM-92 Stinger (укр.«Сті́нгер») — переносний зенітно-ракетний комплекс класу «земля — повітря» з інфрачервоною головкою самонаведення розробки американської компанії General Dynamics.
Призначений для ураження вертольотів і літаків противника, що низько летять, на зустрічних і навздогінних курсах в умовах впливу природних і штучних теплових перешкод.
Прийнятий на озброєння в США в 1981 році, перебуває на озброєні в понад 29 країнах.
Зенітна керована ракета комплексу була пристосована до пуску з інших платформ: зокрема, з мобільного модуля на автомобільному шасі AN/TWQ-1 Avenger, був створений варіант «повітря — повітря» ATAS для пуску з вертольотів.

## Історія
ПЗРК FIM-92 «Стінгер» розроблявся фірмою «Дженерал Дайнемікс» на заміну американського зенітно-ракетного комплексу 60-х років FIM-43 «Редай» (англ. Червоне Око) і був прийнятий на озброєння Збройних сил у 1981 році. Комплекс перебуває на озброєнні армії США, а також сухопутних військ 28 країн світу і за оцінкою закордонних фахівців, його створення внесло вагомий внесок у розвиток військової ППО США. FIM-92 «Стінгер» є найбільш масовим засобом боротьби з повітряними цілями, що перебувають на озброєнні іноземних армій. За американськими даними на рахунку цього переносного ЗРК є близько 270 збитих літаків та вертольотів за станом на 2014 рік.
Вже на початку 1980-тих років радянській розвідці вдалось отримати доступ до таємної технічної інформації стосовно цього ПЗРК.
На початок 21 століття FIM-92 «Стінгер» виробляється американською компанією Raytheon Missile Systems і за ліцензією фірмами Airbus Defence and Space у Німеччині та Roketsan у Туреччині. Кількість вироблених ПЗРК «Стінгер» перевищила 70 тисяч одиниць.

## Подальший розвиток та заміна
Звичайні ракети системи «Стінгер» мають контактний підривач. Разом із поширенням невеликих, високоманеврових безпілотних літальних апаратів та ударних систем на їхній основі виникла потреба в підвищенні ефективності ПЗРК типу «Стінгер» боротись з ними. Так, в 2018 році була продемонстрована модифікація зенітних керованих ракет «Стінгер» з неконтактним підривачем.
В березні 2021 року компанія Raytheon повідомила, що нею було успішно виконано випробування можливості запуску ракет «Stinger» з новітнього пульту-пускового пристрою англ. Lightweight CLU (полегшений пульт управління, LWCLU) від ПТРК «Javelin». Запущена ракета уразила та знищила безпілотний літальний апарат.
В березні 2022 року було оголошено про формальний запит про інформацію міністерства оборони США для розробки заміни ракетам Stinger що отримала назву англ. Maneuver Short Range Air Defense (M-SHORAD) Increment 3. Мета цієї програми — отримати нову ракету з кращими тактико-технічними характеристиками аніж в наявних ракет з неконтактним підривачем.
За даними Reuters, уряд США підписав контракт на 1 468 ракет Stinger на загальну суму 687 мільйонів доларів для поповнення запасів, які були надіслані Україні. Генеральний директор Raytheon Грег Гейз 26 квітня 2022 року заявив: «Деякі компоненти більше не доступні на ринку, тому нам доведеться розробити новий дизайн деяких електронних систем у головці самонаведення ракети. Це займе трохи часу».
У січні 2023 року армія США повідомила, що планує збільшити виробництво ракет Stinger до 60 одиниць на місяць до 2025 року, що на 50% більше від поточного рівня. Блок подвійного детектора (Dual Detector Assembly, DDA) буде перепроектовано, оскільки виробництво попереднього компоненту DDA припинено. Старий DDA використовуватиметься у виробництві до вичерпання запасів, що очікується до 2026 року, коли почнуться поставки ракет Stinger з новим компонентом.

## Модифікації
англ. The Stinger — Passive Optical Seeker Technique (POST) модифікація, де оригінальна теплова голівка самонаведення замінена на вдосконалену головку з інфрачервоним датчиком зі сканером типу «розетка» та датчиком ультрафіолетового випромінювання і цифровою обробкою даних. Нова головка мала кращі характеристики виявлення цілей а також захист від штучних інфрачервоних контрзаходів та фонових шумів. Розробка Stinger-POST почалась в 1971 році, виробництво тривало з 1981 по 1987 роки. Станом на 1987, коли було завершене виробництво і базової модифікації, було виготовлено 15 000 одиниць базової модифікації, та майже 600 модифікації Stinger-POST.
англ. Stinger — Reprogammable MicroProcessor (RMP/FIM-92D) модифікація з потужнішим мікропроцесором та кращим захистом від інфрачервоної протидії. Також істотно спрощено процес оновлення вбудованого програмного забезпечення, завдяки чому з'явилась можливість поліпшувати характеристики системи без складної перепрошивки готових виробів. Після завершення війни в Іраку (Операція «Буря в пустелі») Армія США запропонувала провести подальшу модернізацію в два етапи — Stinger-RMP Block I та Stinger-RMP Block II.
Stinger-RMP Block I (FIM-92E) модернізація Stinger-RMP, поліпшує точність та підвищує ефективність. Серед іншого, має новий датчик в голівці самонаведення, меншу батарею, кращий процесор та модуль пам'яті. Завдяки лазерному гіроскопу не потребує значного підвищення лінії прицілювання перед пуском.
FIM-92F — подальше вдосконалення версії E з оновленим програмним забезпеченням та поточна версія, що випускається.
англ. Stinger-RMP Block II, варіант модернізації, який мав поліпшити як апаратні, так і програмні складові системи. Від нього відмовились в бюджеті 2001 року.
англ. Air-to-Air Stinger (ATAS) модифікація ракети ПЗРК до пуску з повітря.
англ. Air-to-Air Stinger ATAS Block II будуть створені на основі наявних Stinger RMP. Програма Block II додасть модифікації Block I а також буде встановлено новий інфрачервоний датчик, новий елемент живлення, покращені можливості обробки сигналів.
FIM-92J створений внаслідок часткової модернізації та подовження терміну служби комплексів FIM-92E Stinger Block I. Роботи над цим проєктом розпочались в 2014 році. Всього в планах було модернізувати та подовжити термін служби на 10 років 2005 ракет, із них 850 — сухопутних військ США, та 1155 — ВМС США.

## Допоміжне обладнання

### Тактичний радар виявлення цілей
англ. Tactical Defense Alert Radar (TDAR) не є частиною системи Stinger, призначений для раннього виявлення цілей малими підрозділами тоді, коли відсутня можливість отримання такої інформації від потужніших РЛС протиповітряної оборони.
TDAR мобільний, простий у використанні та транспортуванні. Термінал робочої станції може знаходитись на відстані до 100 метрів від радара.
Літаки можуть бути виявлені на відстані не більше 20 кілометрів, вертольоти та БПЛА можуть бути виявлені на відстані до 8-10 км. Висота виявлення цілей — трохи більше 3 км (що відповідає максимальній ефективній висоті ураження ПЗРК).

### Dual Mount Stinger
англ. Dual Mount Stinger (DMS) — це пускова платформа для ЗРК «Стінгер», що встановлюється на штатив, розроблена компанією Hughes Missile Systems Company в середині 1990-х.

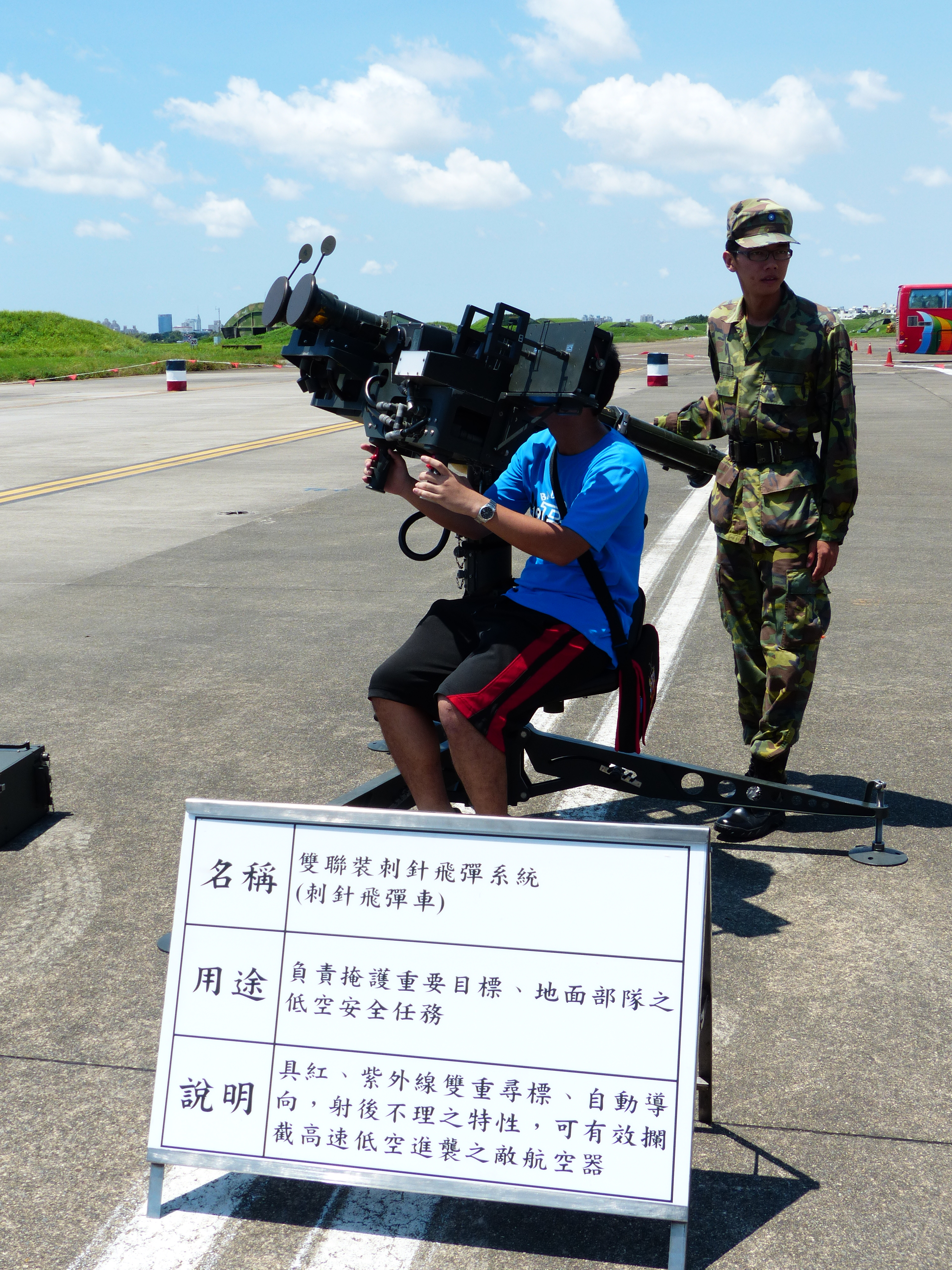
Пускова установка DMS на військово-повітряній базі Тайнань. Тайвань, 2013 р.

Складається зі штатива, на який встановлено дві пускові установки ЗРК «Стінгер».
Ця система забезпечує можливість протиповітряної оборони з фіксованою наземною позицією. Система DMS включає власну систему електропостачання та прицільні пристрої і балони з охолоджувальним агентом (аргоном).
Може діяти як автономно, так і разом із зовнішніми засобами виявлення повітряних цілей.
Пускова установка DMS має засоби для отримання контрольних даних каналом передачі даних протиповітряної оборони.

## Бойове застосування

### Фолклендська війна
Бойовий дебют «Стінгера» відбувся під час Фолклендської війни, яка велась між Сполученим Королівством і Аргентиною. На початку конфлікту солдати Спеціальної повітряної служби (SAS) британської армії були таємно оснащені шістьма ПЗРК, хоча вони отримали мінімальні інструкції щодо їх використання. Єдиний військовий SAS, який пройшов навчання з цією системою і мав навчати інших солдатів, загинув у вертолітній аварії 19 травня.
Однак, 21 травня 1982 року солдат SAS вразив і збив аргентинський штурмовий літак Pucará за допомогою «Стінгера». 30 травня, приблизно о 11:00 ранку, вертоліт Aérospatiale SA 330 Puma був збитий ще однією ракетою, також випущеною військовим SAS, поблизу гори Кент. Внаслідок цього загинуло шість солдатів спецпідрозділу аргентинської Національної жандармерії, ще вісім отримали поранення.
Основною переносною зенітно-ракетною системою (ПЗРК), яку використовували обидві сторони під час Фолклендської війни, була Blowpipe.

### Радянсько-афганська війна
Наприкінці 1985 року кілька груп, таких як Free the Eagle, почали стверджувати, що ЦРУ недостатньо підтримує моджахедів у радянсько-афганській війні. Майкл Піллсбері, Вінсент Канністраро та інші чинили величезний бюрократичний тиск на ЦРУ, щоб забезпечити повстанців переносними ЗРК Stinger. Ідея була суперечливою, оскільки до того часу ЦРУ діяло під виглядом того, що США не беруть прямої участі у війні з різних причин. Усі поставлені на той момент озброєння не були американського походження, включаючи штурмові гвинтівки типу Калашникова, виготовлені в Китаї та Єгипті.
Остаточне рішення залежало від президента генерала Мохаммада Зія-уль-Хака з Пакистану, через якого ЦРУ передавало все своє фінансування та зброю моджахедам. Президент Зія постійно змушений був оцінювати, наскільки можна «підігріти ситуацію» в Афганістані, не провокуючи радянського вторгнення до своєї країни. За словами Джорджа Края III, стосунки представника США Чарлі Вілсона з Зією відіграли ключову роль у остаточному схваленні введення Stinger.
Спочатку Вілсон і його соратники розглядали Stinger як «просто ще один компонент у смертельній комбінації, яку ми будували». Їхня дедалі успішніша стратегія в Афганістані, значною мірою розроблена Майклом Г. Віккерсом, базувалася на широкому поєднанні озброєння, тактики та логістики, а не на «срібній кулі» у вигляді однієї зброї. Крім того, попередні спроби надати моджахедам переносні зенітно-ракетні комплекси, а саме «Стріла-2» та «Blowpipe», не мали великого успіху.
Інженер Гаффар з угруповання Ґульбеддіна Хекматіяра «Хезб-і-Ісламі» збив перший вертоліт Мі-24 за допомогою «Стінгера» 25 вересня 1986 року поблизу Джелалабаду. Результатом стала різка зміна тактики бойового застосування вертольотів радянськими військами. Якщо до появи ПЗРК вертольоти Мі-8 літали на граничній висоті 6 000 м, то з появою «Стінгерів» вони спустилися на малі висоти до 30—60 м, ховаючись у складках місцевості та між сопками.
В рамках операції «Циклон» ЦРУ врешті-решт поставило моджахедам майже 500 ракет Stinger (деякі джерела стверджують, що від 1 500 до 2 500) і 250 пускових установок.

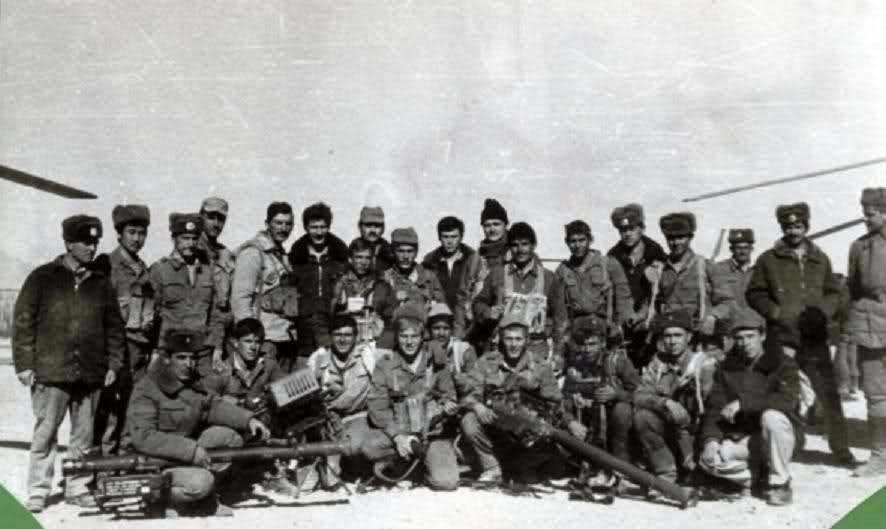
Група радянського спецназу із захопленими «Стінгерами». ПЗРК був представлений на прес-конференції в Кандагарі як незаперечний доказ участі США у конфлікті на боці моджахедів

Вплив «Стінгерів» на результат війни є спірним, особливо в перекладі з тактичного на стратегічний рівень, а також у тому, як перше вплинуло на друге. Доктор Роберт Ф. Бауманн (зі Школи командного складу у Форт-Левенворті) назвав його вплив на «радянські тактичні операції» «безсумнівним». Цю думку поділяв Йосеф Боданскі. Радянські та пізніше російські джерела надають невелику важливість ПЗРК «Стінгер» у стратегічному завершенні війни.
Згідно з щорічником ППО США за 1993 рік, моджахеди використали поставлені ракети Stinger для знищення приблизно 269 літальних апаратів із 340 зафіксованих випадків, що дає ймовірність ураження 79%. Якщо цей звіт є точним, завдяки «Стінгерами» знищили половину літальних апаратів радянської армії в Афганістані. Але ці статистичні дані базуються на самозвітах моджахедів, надійність яких невідома. Селіг Гаррісон відкидає такі цифри, цитуючи російського генерала, який стверджував, що США «значно перебільшили» радянські та афганські втрати авіації під час війни. Згідно з радянськими даними, у 1987–1988 роках лише 35 літаків і 63 вертольоти були знищені з усіх причин. Пакистанська армія випустила 28 ракет Stinger по ворожих літаках, але жодного не знищила. За радянськими даними, до 25 грудня 1987 року було втрачено лише 38 літальних апаратів (літаки, вертольоти), а ще 14 було пошкоджено переносними ЗРК (Blowpipe або Stinger), що дає ймовірність ураження 10,2%.
За словами Края, який використовує інформацію від Олександра Проханова, Stinger став «переломним моментом». Мілт Бірден вважав його «множником сили» та підвищувачем бойового духу. Представник США Чарлі Вілсон, політик, який стояв за операцією «Циклон», назвав перші знищення вертольотів Мі-24 ракетами Stinger у 1986 році одним із трьох ключових моментів свого досвіду війни, сказавши: «Ми ніколи не вигравали жодної великої битви до 26 вересня, а після цього не програли жодної». Йому подарували першу використану пускову установку Stinger, і він тримав її на стіні свого офісу. Зараз ця пускова установка виставлена в Музеї ППО армії США у Форт-Сіллі, Оклахома.
Інші військові аналітики схильні зневажливо оцінювати вплив «Стінгерів». За словами Алана Дж. Купермана, «Стінгери» спочатку дійсно мали вплив, але протягом кількох місяців були встановлені спалахи, маяки та вихлопні глушники, щоб дезорієнтувати ракети, а також використовувалися тактики нічних операцій та польоти на низькій висоті, щоб запобігти точним ударам повстанців. До 1988 року, за словами Купермана, моджахеди майже припинили стріляти «Стінгерами». Інше джерело (Джонатан Стіл) стверджує, що «Стінгери» змусили радянські вертольоти та штурмовики бомбити з більших висот із меншою точністю, але не збили набагато більше літаків, ніж китайські великокаліберні кулемети та інша більш примітивна зенітна зброя.
Останні ракети «Стінгер» були поставлені в 1988 році після зростання повідомлень про те, що бійці продавали їх до Ірану, а також на тлі покращення відносин із Москвою. Після виведення радянських військ з Афганістану в 1989 році США спробували викупити «Стінгери», запустивши у 1990 році програму вартістю 55 мільйонів доларів для викупу близько 300 ракет (по 183 300 доларів кожна). Уряд США зібрав більшість поставлених ракет «Стінгер», але до 1996 року близько 600 з них були втрачені, і деякі знайшли шлях до Хорватії, Ірану, Шрі-Ланки, Катару та Північної Кореї. Згідно з даними ЦРУ, вже у серпні 1988 року США вимагали від Катару повернення ракет «Стінгер». Пізніше Вілсон заявив CBS, що він «жив у страху», що цивільний авіалайнер може бути збитий ракетою  «Стінгер», але він не шкодував про те, що забезпечив моджахедів цими ПЗРК для перемоги над СРСР.
Історія про Stinger в Афганістані широко висвітлювалася західними ЗМІ, зокрема в книгах «Війна Чарлі Вілсона» Джорджа Края та «Привид війни» Стіва Колла.

### Громадянська війна в Анголі
Адміністрація Рейгана надала 310 ПЗРК Stinger руху UNITA Жонаса Савімбі в Анголі в період з 1986 по 1989 рік. Як і в Афганістані, спроби повернути ракети в повному обсягу після закінчення бойових дій виявилися невдалими. Акумулятор «Стінгера» працює чотири або п'ять років, тому будь-який акумулятор, наданий у 1980-х роках, наразі був би непрацездатним, але під час громадянської війни в Сирії повстанці продемонстрували, як легко вони переходили на інші акумулятори, зокрема звичайні автомобільні, як джерела живлення для кількох моделей ПЗРК.

### Лівійсько-чадський конфлікт
Французька армія використала 15 вогневих позицій і 30 ракет, придбаних у 1983 році, для операцій у Чаді. 35-й парашутно-артилерійський полк здійснив невдалий постріл під час лівійського бомбардування 10 вересня 1987 року і збив транспортний літак «Геркулес» 7 липня 1988 року.
Уряд Чаду отримав ракети Stinger від Сполучених Штатів, коли Лівія вторглася на північ країни. 8 жовтня 1987 року лівійський Су-22МК був збитий ракетою FIM-92A, випущеною чадськими силами. Пілот, капітан Дія ад-Дін, катапультувався і був захоплений у полон. Пізніше він отримав політичний притулок у Франції. Під час рятувальної операції лівійський МіГ-23МС також був збитий ракетою FIM-92A.

### Громадянська війна в Таджикистані
Таджицькі ісламістські опозиційні сили, що діяли з Афганістану під час громадянської війни в Таджикистані 1992–1997 років, зіткнулися з інтенсивною авіаційною кампанією, розпочатою Росією та Узбекистаном для підтримки уряду в Душанбе. Кампанія включала прикордонні та транскордонні рейди. Під час однієї з таких операцій 3 травня 1993 року Су-24М був збитий опозицією за допомогою «Стінгера». Обидва російські пілоти були врятовані.

### Громадянська війна в Сирії
13 серпня 2012 року опозиційна армія збила винищувач сирійської армії підконтрольній  Башару Асаду. За повідомленнями, літак могли збити за допомогою FIM-92 Stinger, які в обмеженій кількості могла передати Туреччина силам Вільної сирійської армії.
У 2019 році Туреччина заявила, що США могли передати курдським збройним формуванням на території Сирії ПЗРК Stinger.
27 лютого 2020 року, під час наступу на північному заході, розпочатого у грудні 2019 року сирійським режимом (за підтримки Росії, Ірану та Хезболли), російські та сирійські літаки (за різними даними, російські Су-34 і сирійські Су-22) атакували турецьку військову колону поблизу Ідліба, вбивши 36 турецьких солдатів. Того ж дня з'явилися відеоматеріали, на яких, ймовірно, турецькі солдати (які підтримують сирійську опозиційну армію) стріляли з ракети, що виглядала як Stinger, виготовлену компанією Roketsan, проти російських або сирійських літаків (або можливо проти обох).

### Повномасштабне російське вторгнення в Україну
Станом на 7 березня 2022 року США повідомили, що разом із союзниками по НАТО відправили в Україну понад 2 000 ракет Stinger. Наприкінці квітня 2022 року генеральний директор Raytheon Technologies Грег Гейз повідомив інвесторам, що компанія стикається з проблемами в ланцюгах постачання і не зможе збільшити виробництво ракет Stinger до 2023 року. Це затримання частково було пов'язане з тим, що Stinger планувалося замінити в 2020-х роках, і тому вони містили застарілі компоненти, які потрібно було перепроєктувати для сучасного виробництва. 
Наприкінці червня 2022 року експерти зазначали, що ПЗРК Stinger відіграли важливу роль у зупинці наступу російських військ, зафіксовано знищення за допомогою ПЗРК Stinger вертольота Мі-24 і як мінімум одного літака Су-34, а також кількох російських БПЛА. Крім того, зафіксовано велику кількість знищених російських ударних вертольотів Ка-52.
20 серпня 2022 року Росія поставила Ірану один захоплений ПЗРК Stinger, щоб вони спробували зробити зворотне інженерне дослідження її сучасної версії.
30 серпня 2023 року бійцями мобільної вогневої групи з протиповітряної оборони на Київському напрямку було збито російську КР Х-101.

## Оператори

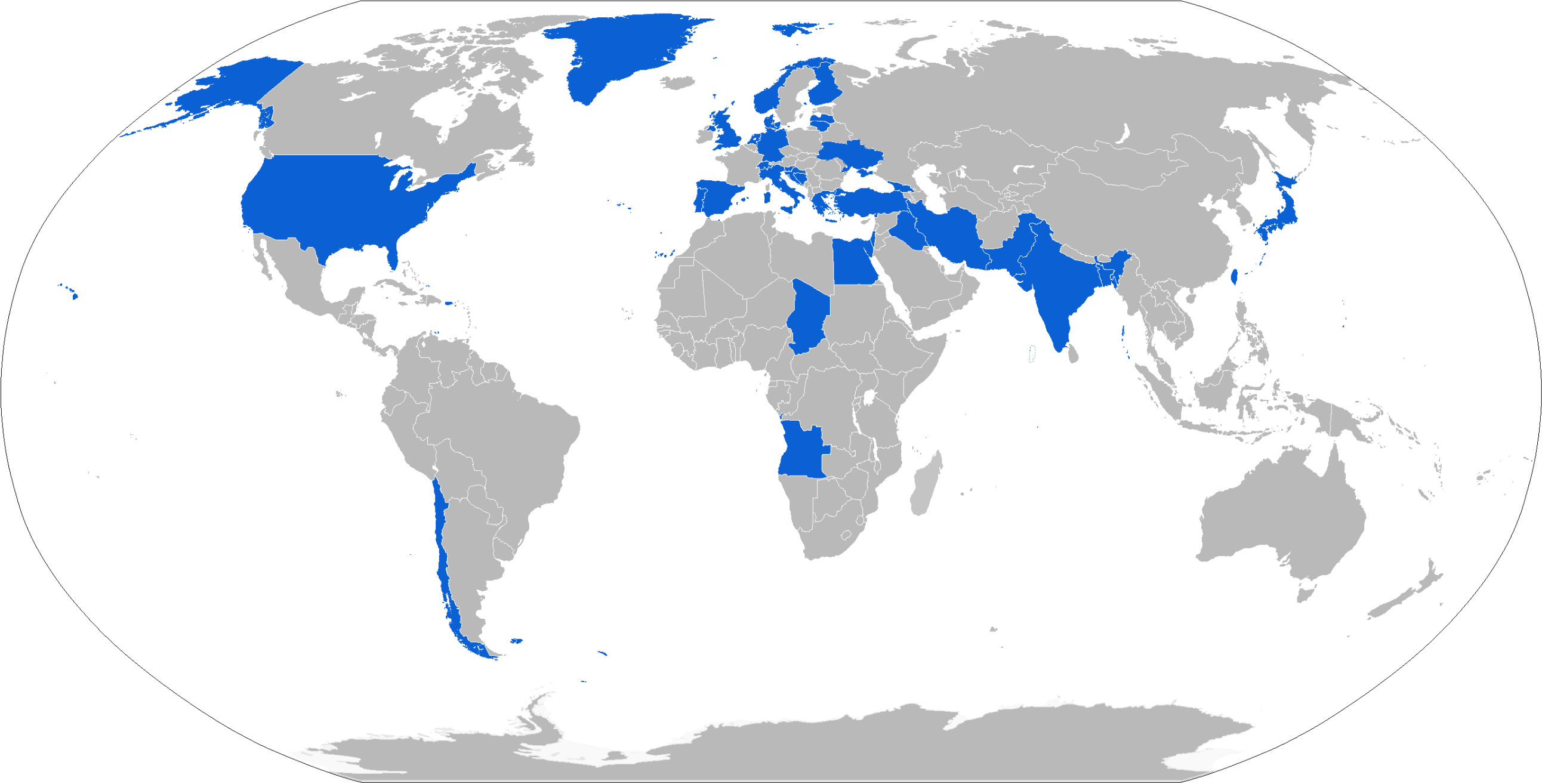
Країни-оператори FIM-92

| - Ангола - Бангладеш - Боснія і Герцеговина - Велика Британія - Греція - Данія - Єгипет - Ізраїль - Індія - Ірак - Іспанія - Італія - Литва - Нідерланди - Німеччина | - Норвегія - Пакистан - Португалія - Словенія - США - Тайвань - Туреччина - УНІТА - Фінляндія - Хорватія - Чад - Чилі - Швейцарія - Японія - Україна |

### Данія
В 1996 році ПЗРК «Стінгер» були поставлені на озброєння всіх трьох родів військ збройних сил Данії. В 2009 році було ухвалене рішення скоротити видатки на оборону за рахунок зменшення засобів протиповітряної оборони, згідно з ним наявні засоби ППО сухопутних військ мали бути зняті з озброєння, а пункти управління та засоби раннього виявлення передані ВПС

### Латвія
В серпні 2017 року міністр оборони Латвії повідомив про підписання угоди з Данією з придбання наявних ПЗРК «Стінгер». При цьому ані кількість, ані вартість угоди оголошена не була.

### Литва

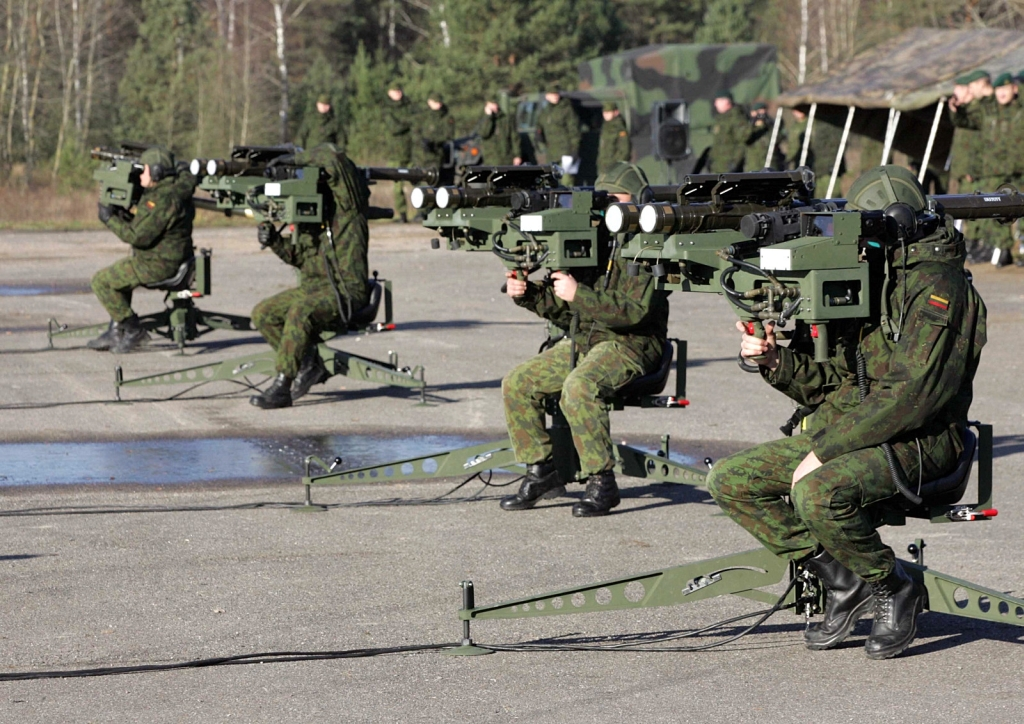
Литовські військові вивчають ПЗРК «Стінгер» з установками DMS, 2007 рік.

Наприкінці жовтня 2002 року міністерство оборони Литви повідомило, що було вирішено придбати певну кількість ПЗРК «Стінгер». Як альтернативу міністерство розглядало ПЗРК Mistral проте зупинило вибір на американській розробці.
Згодом стало відомо, що було придбано 60 ЗКР «Стінгер» та 8 пускових установок, 2 РЛС та два тактичні пункти управління на суму $31 млн. Всі вони були доставлені в 2007 році.

### Україна
У листопаді 2021 року американський канал CNN повідомив, з посиланням на джерела в адміністрації Президента США Байдена, що до додаткового пакета американської військово-технічної допомоги Україні можуть увійти протитанкові ракети Javelin, міномети та переносні зенітні ракетні комплекси (ПЗРК) типу Stinger.
Однак, станом на початок січня 2022 року офіційної інформації по цьому питанню озвучено не було.

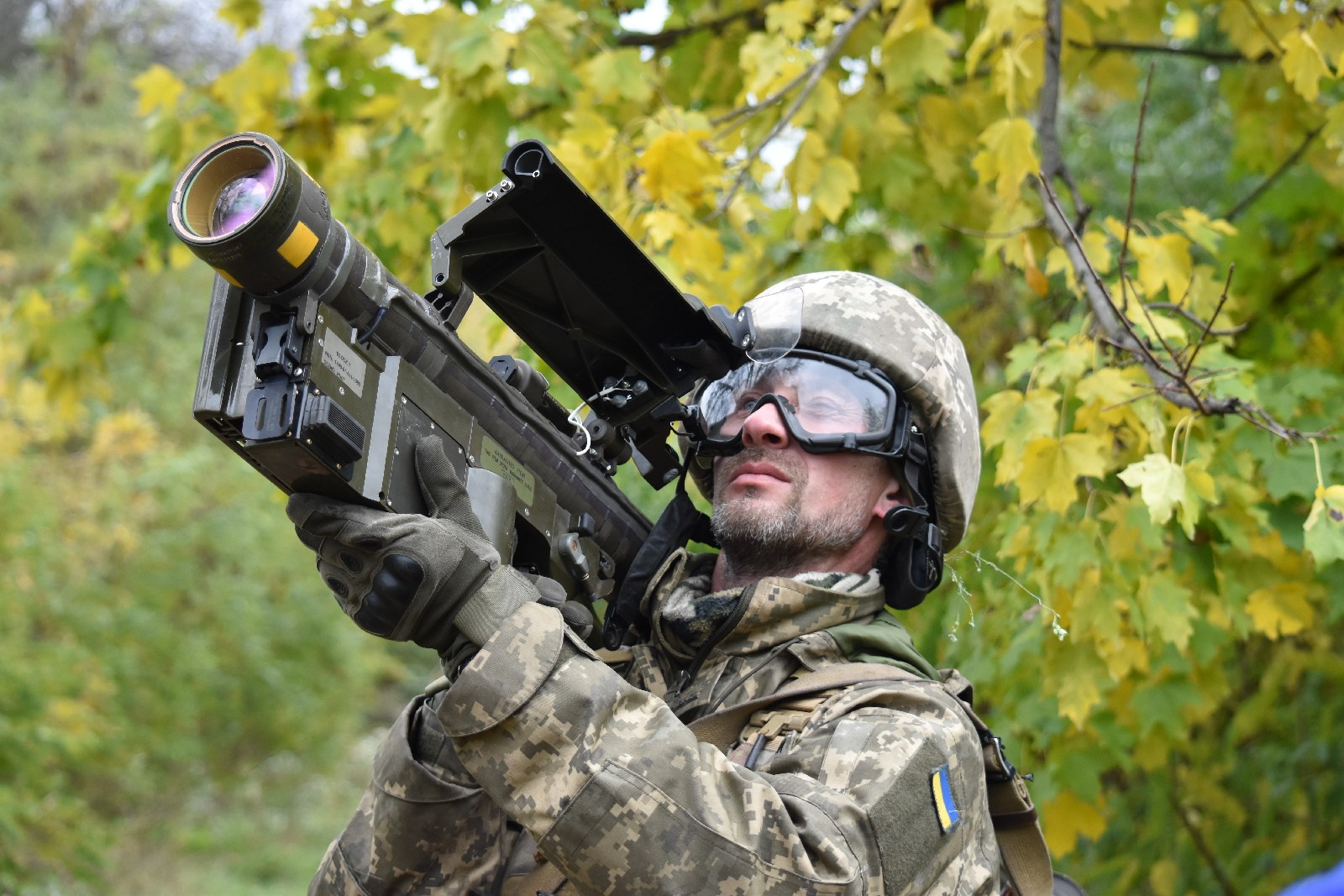
Боєць 30 ОМБр імені князя Костянтина Острозького

Вже в середині січня 2022 року стало відомо, що Державний департамент США погодив дозвіл країнам Балтії передати американську зброю Україні. Це можуть бути ПТРК «Джавелін», а також ПЗРК «Стінгер».
21 січня 2022 року Міністерство оборони Литви повідомило, що невдовзі Литва і Латвія нададуть Україні ПЗРК «Стінгер» американського виробництва. Згодом було продемонстровано, що Україна отримала ЗРК «Стінгер» в модифікації англ. Dual Mount Stinger (DMS).
В лютому 2022 року міністр оборони Данії Мортен Бьодсков повідомив, що країна має певну кількість потрібних Україні ракет ПЗРК «Стінгер», але вони вже застарілі та знаходяться на складах в очікуванні утилізації.
12-13 лютого Україна отримала зенітно-ракетні комплекси Stinger та іншу військову амуніцію від Литви
15 лютого до України рушила група бійців батальйону протиповітряної оборони Повітряних сил Литви для навчання українських військових застосуванню переданих комплексів.

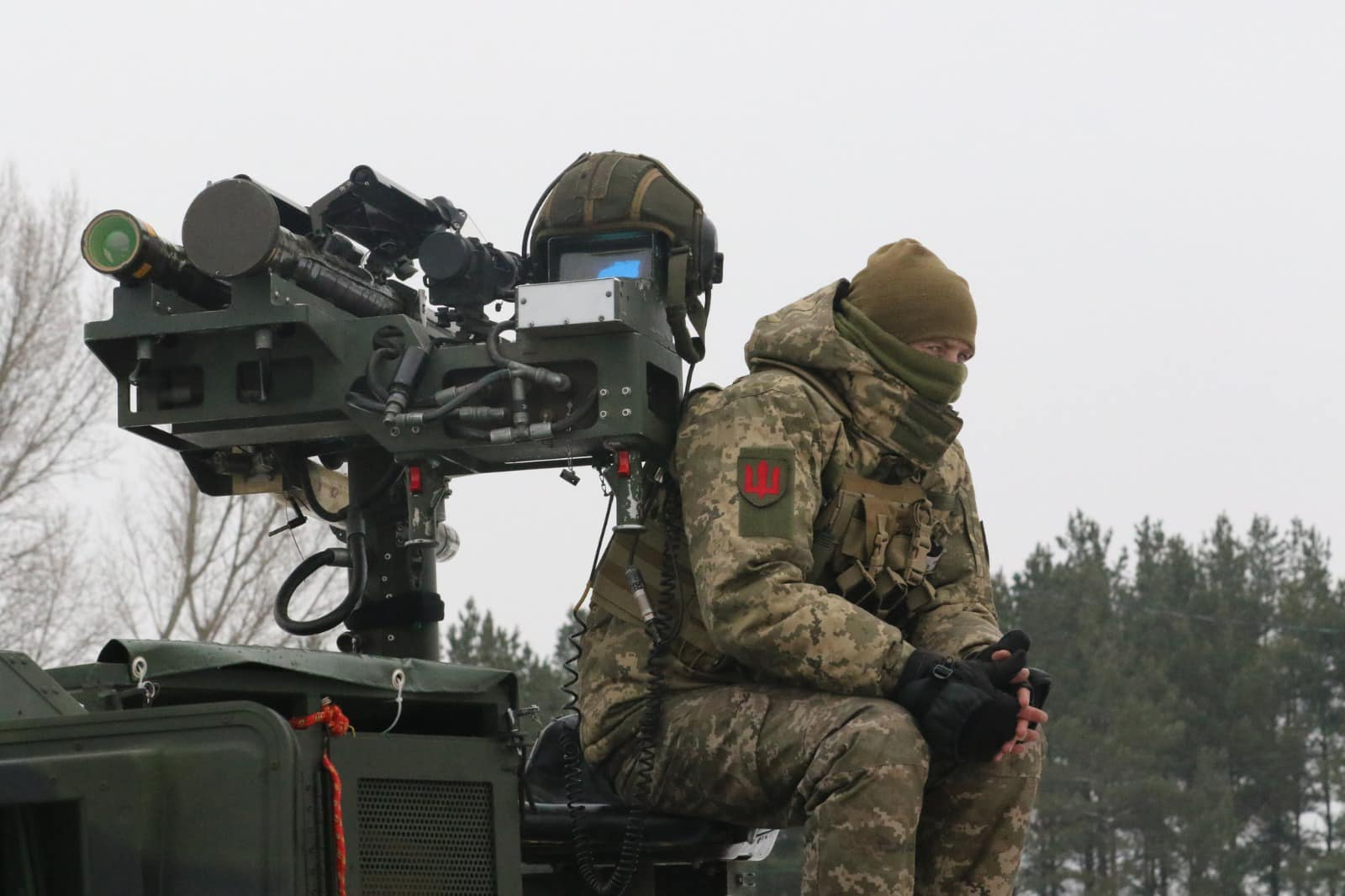
Stinger Dual Mount System на шасі HMMWV

На тлі російського вторгнення в Україну в лютому 2022 року, уряд Нідерландів ухвалив рішення відправити до України 200 зенітних ракет Stinger. Ще 500 вирішив надіслати уряд Німеччини.
Всього, станом на середину червня 2022 року, Сполучені Штати передали Україні понад 1400 ПЗРК Stinger.

## У культурі
- ПЗРК «Стінгер» згадується у пісні «Байрактари й Джавеліни»[70] Тараса Компаніченка, присвяченій Війні за незалежність України.
- ПЗРК «Стінгер» зустрічається в наступних відео-іграх: серія Battlefield, серія Metal Gear, серія Call of Duty, серія Arma, серія Grand Theft Auto, серія Syphon Filter, Command & Conquer: Generals та в багатьох інших іграх про сучасні (або майбутні) конфлікти[71].

## Галерея

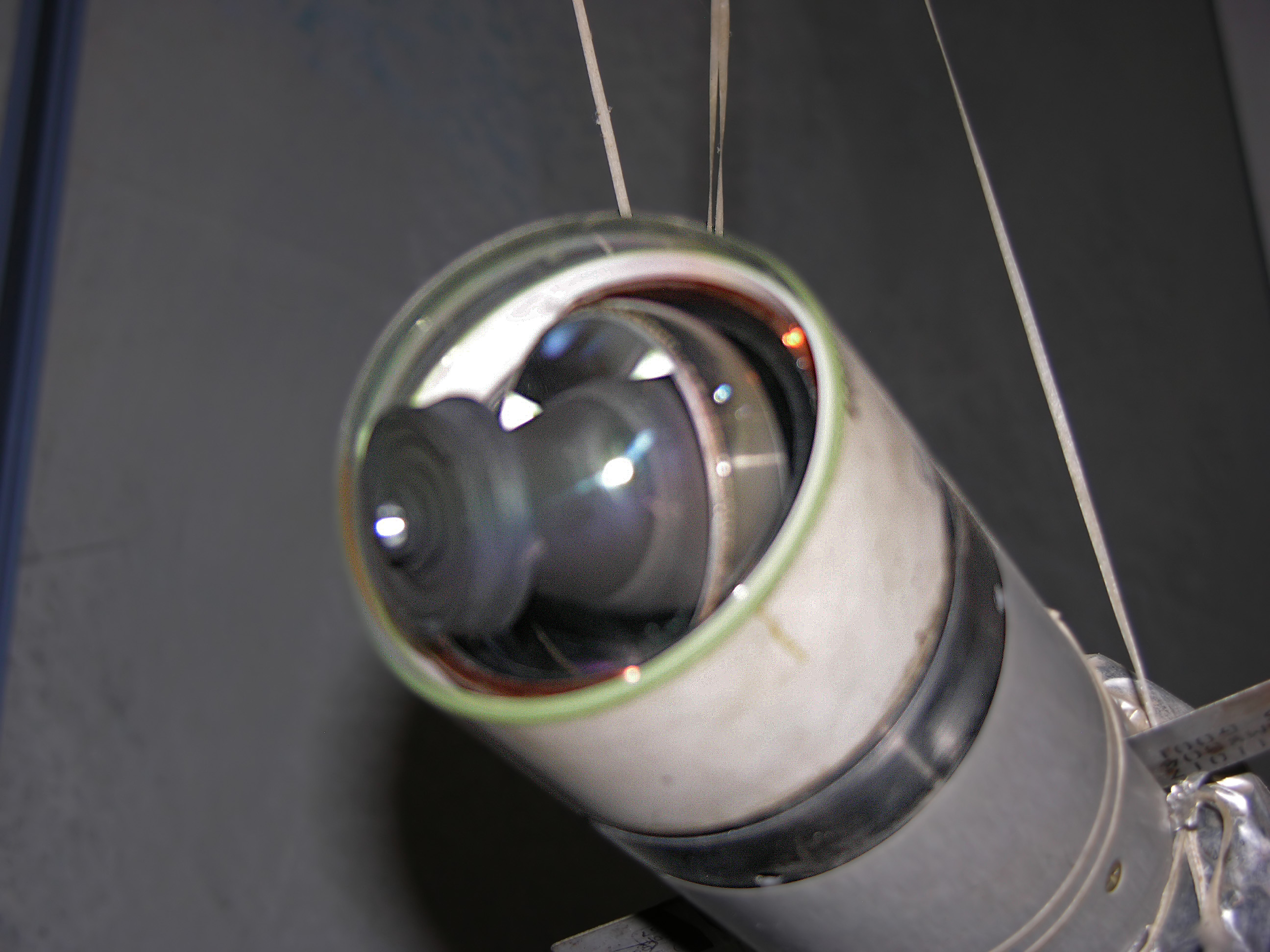
Головка самонаведення ракети: під прозорим ковпаком видно координатор цілі, на гіростабілізованій платформі
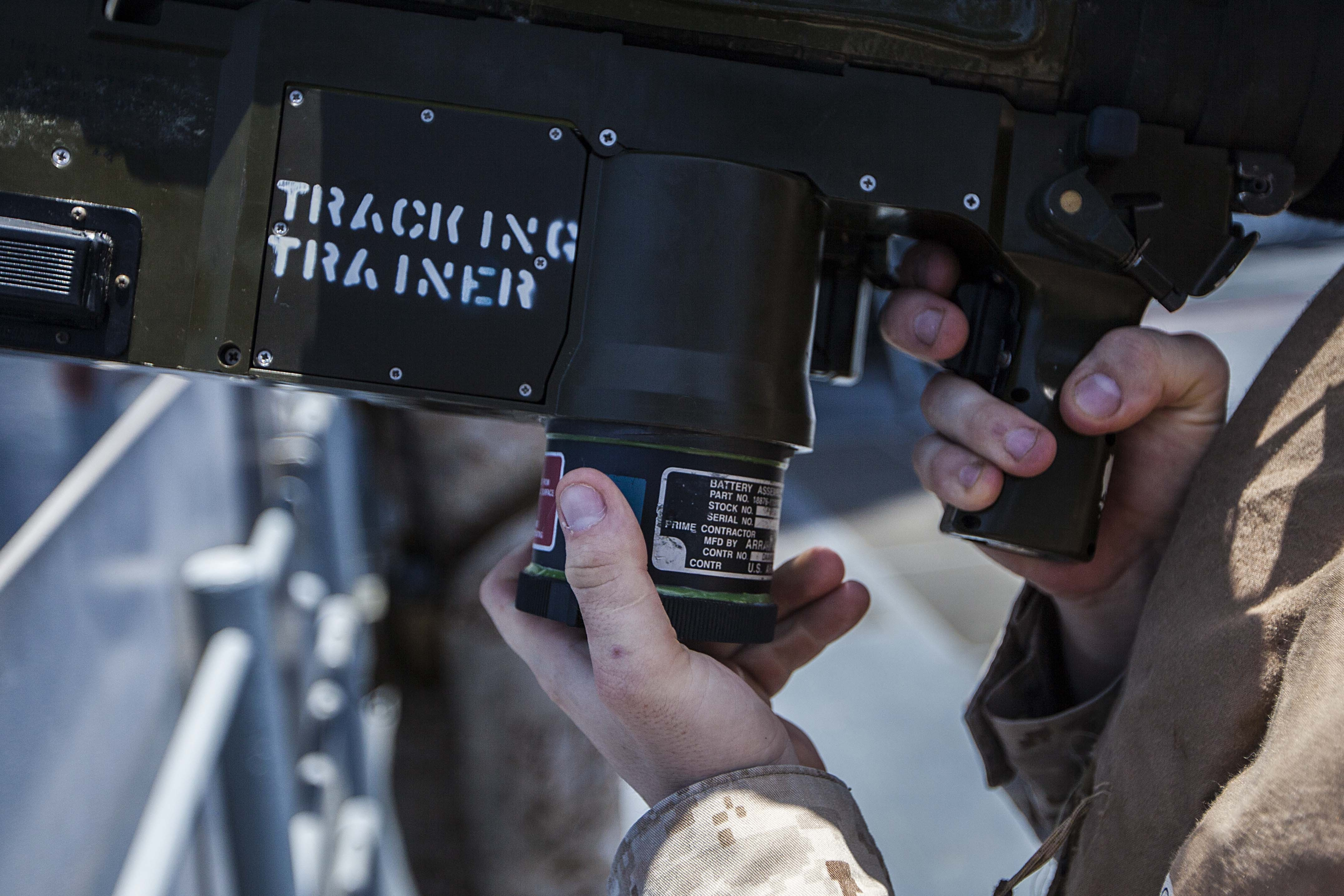
Тренувальний блок Trainer-BCU встановлюється в рукоятку тренажера M134 Stinger Tracking Trainer
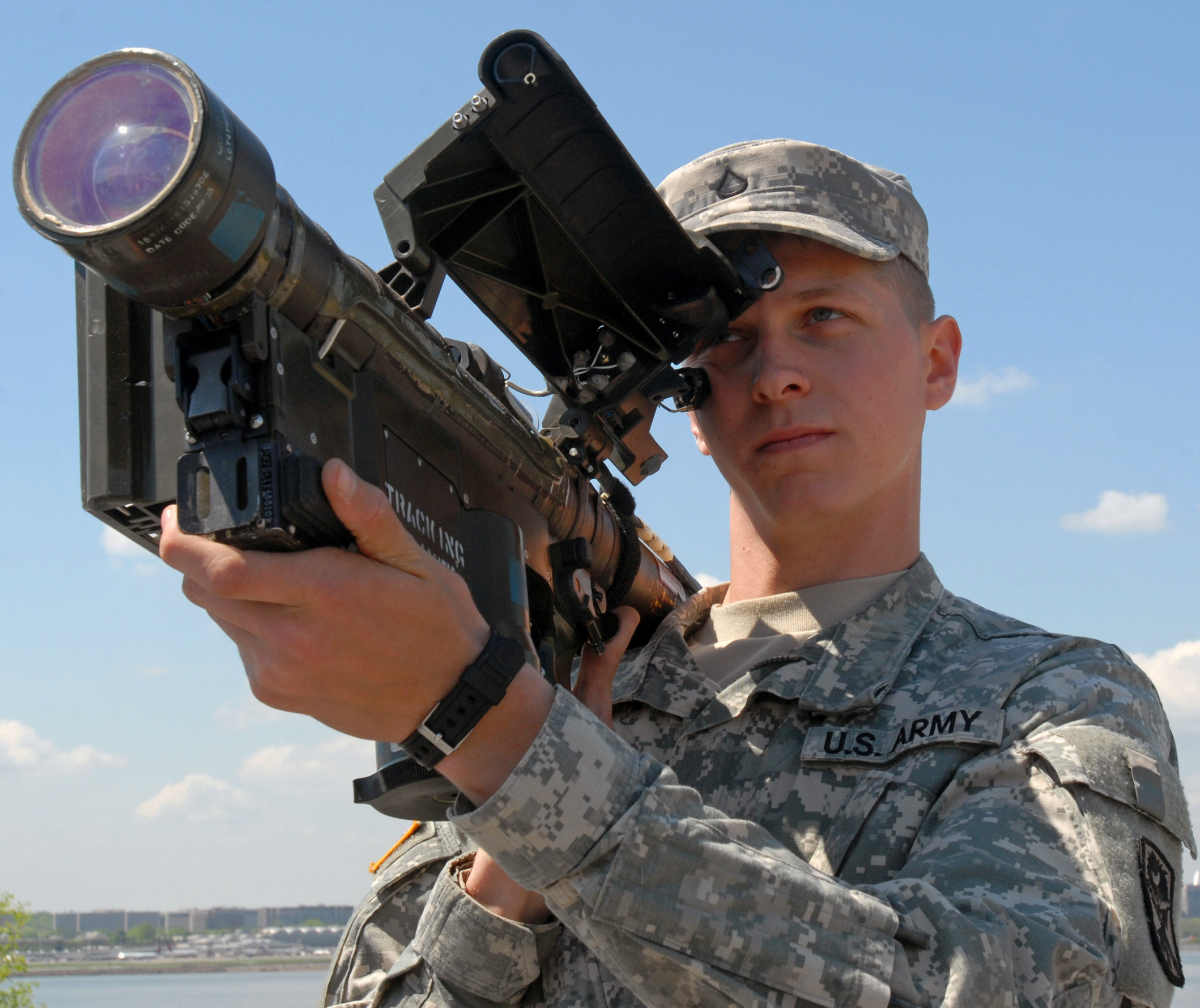
Через вібрації на вилиці стрільцю повідомляється про захоплення цілі навіть при сильному шумі
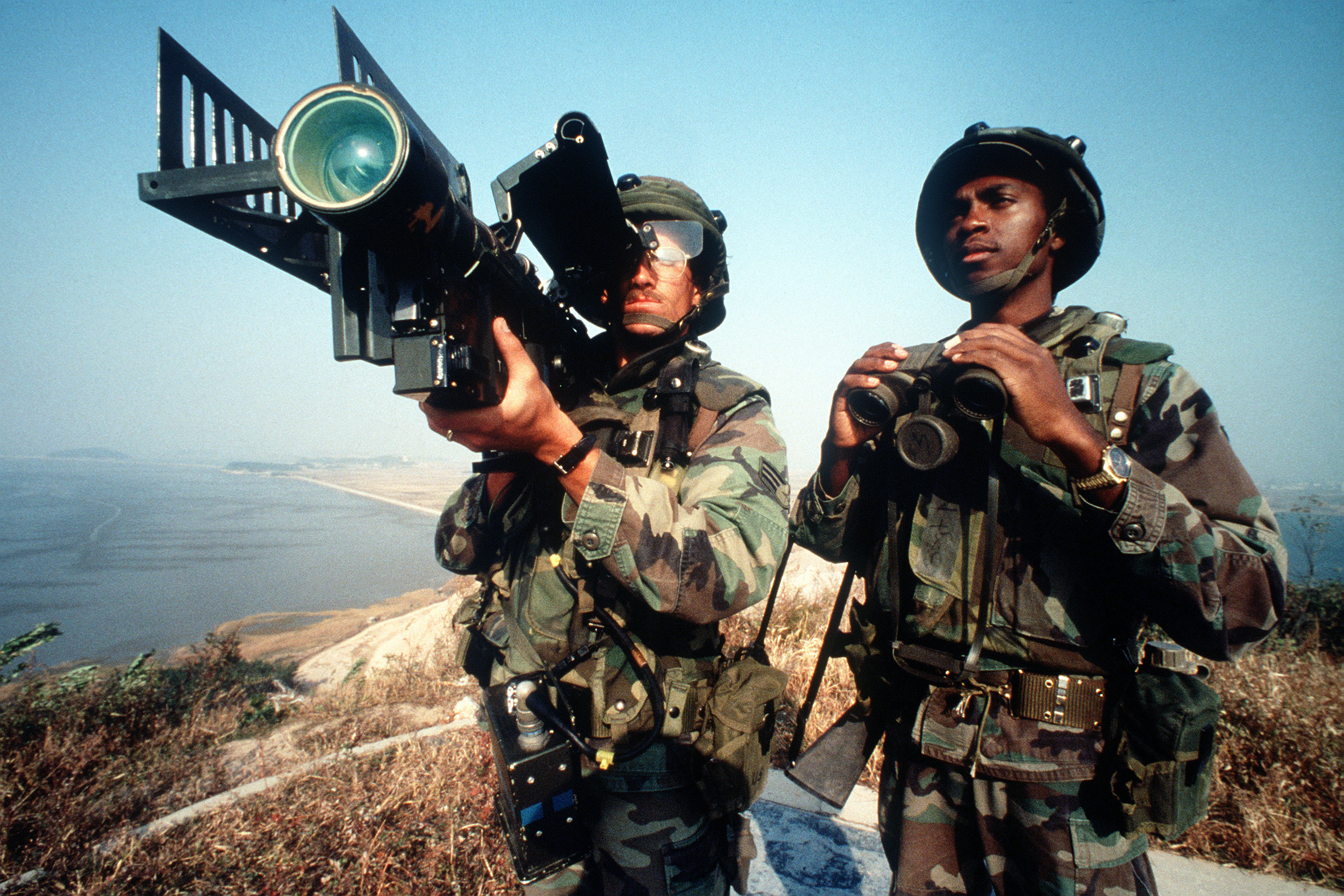
Комплекс готовий до пуску. Характерна «Ч»-подібна надбудова зверху — знімна антена радіолокаційного запитувача
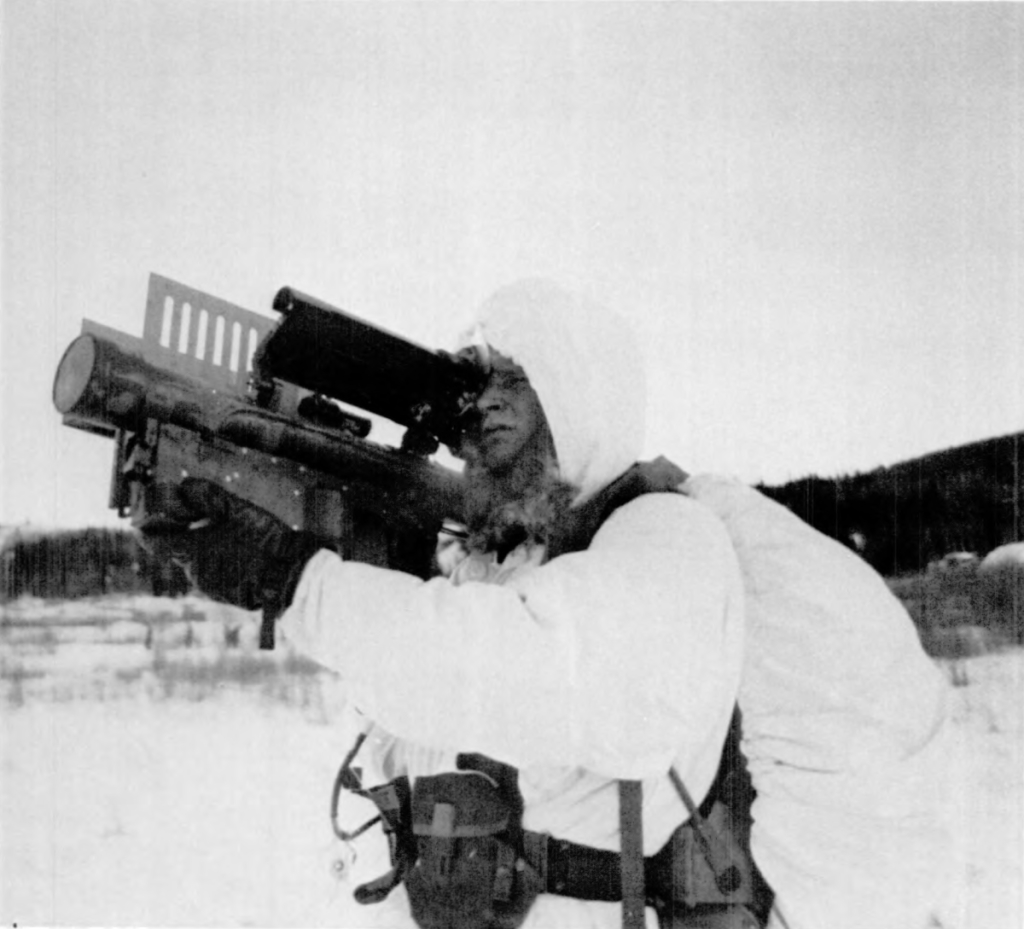
Американський солдат випробовує Stinger у зимових погодних умовах на Алясці у 1978 році
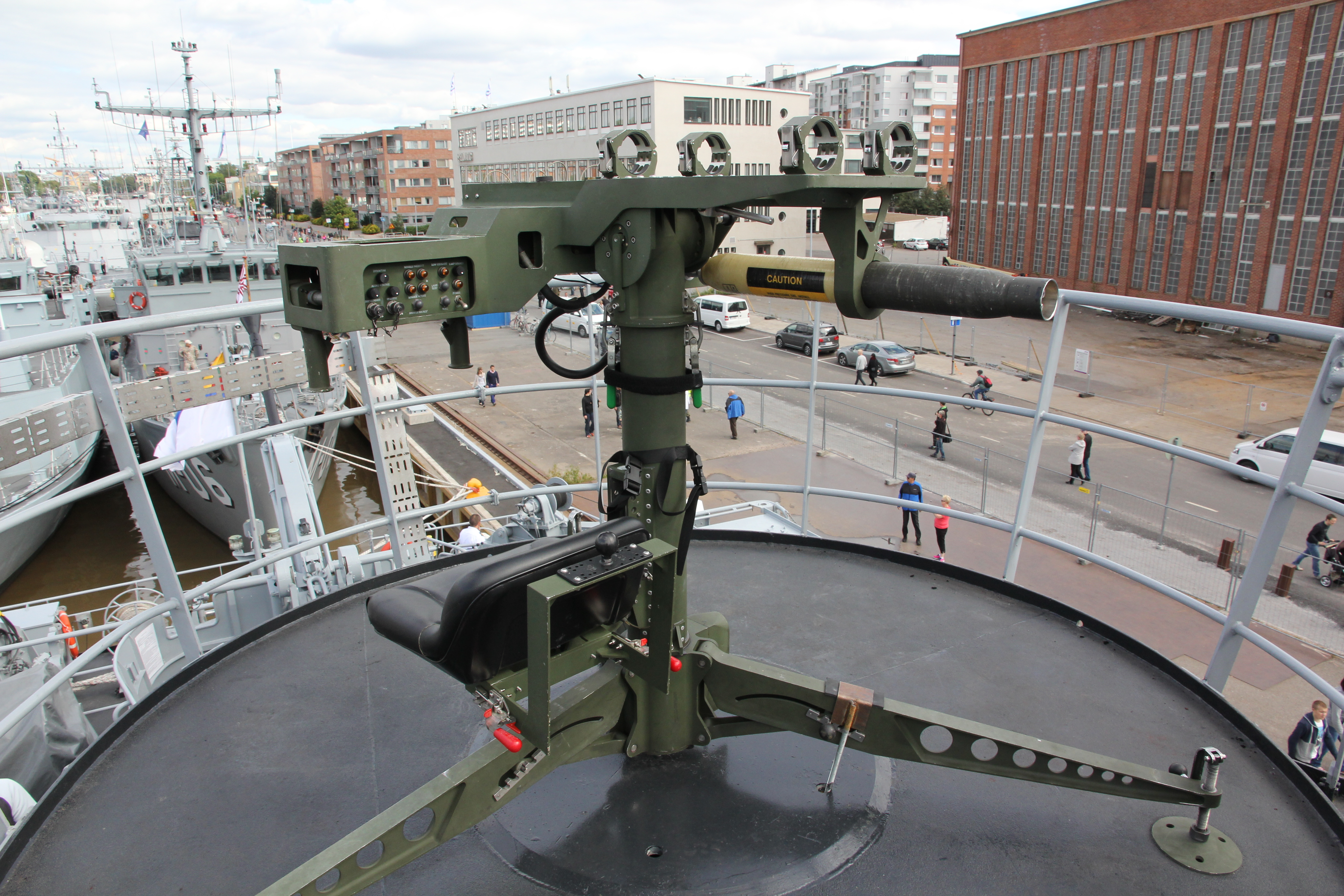
Пускова установка (без ракет) DMS на литовському кораблі N42 Jotvingis, 2014 рік